# Mara Bar Serapion
Mara Bar Serapion (= Mara, Sohn des Serapion; Lebensdaten unbekannt) war der Unterzeichner und vermutete Autor eines Briefs an seinen Sohn, der im syrischen Dialekt des Aramäischen verfasst wurde. Aufgrund inhaltlicher und stilistischer Merkmale des Briefs wird vermutet, dass er ein syrischer Stoiker war. Außer den Angaben innerhalb des Dokuments ist über den Autor nichts bekannt. Es ist als Kopie aus dem 7. Jahrhundert überliefert; die Abfassung des Originals wird in der Regel auf eine Zeit zwischen 70 und 165 datiert. Die Historische Jesusforschung sieht darin eine frühe außerchristliche Quelle zu Jesus von Nazaret; ihre Unabhängigkeit von den Evangelien konnte jedoch nicht nachgewiesen werden.

## Inhalt
Der Autor stellt sich als Gefangenen der Römer dar, der mit anderen Gefangenen aus Samosata deportiert worden sei und nun seine baldige Hinrichtung erwartet. Deshalb will er seinem Sohn, der ebenfalls Serapion heißt und weit entfernt einen privaten Schulunterricht in hellenistischer Bildung genießt, Lebensratschläge in Form eines Vermächtnisses weitergeben. Ihr zentrales Thema ist die Weisheit: Sie sei das einzige, durch das Menschen ewig weiterleben könnten.
Als Beispiele dafür führt der Autor drei gewaltsame Tötungen von vorbildlichen Weisen der Antike auf:

„Welchen Vorteil hatten die Athener, dass sie Sokrates zum Tode verurteilt haben? Hunger und Seuchen kamen über sie als Strafe für ihre Verbrechen. Welchen Vorteil hatten die Männer von Samos davon, dass sie Pythagoras verbrannten? In einem Augenblick wurde ihr Land von Sand zugedeckt. Was hatten die Juden davon, dass sie ihren weisen König umbrachten? Ganz kurze Zeit später wurde ihr Königreich aufgegeben. Gott rächte diese drei Weisen: die Athener verhungerten; die Bewohner von Samos wurden vom Meer überflutet und die Juden aus ihrem Land vertrieben, nachdem es zerstört worden war, leben vollständig verstreut. Doch Sokrates starb nicht umsonst. Er lebt fort in den Lehren des Plato; auch Pythagoras starb nicht umsonst, er lebt fort in der Statue der Hera. Und auch der weise König der Juden starb nicht umsonst; er lebt weiter in der Lehre, die er verkündet hat.“

Meist wird angenommen, dass Mara mit dem „weisen König“, der ein „neues Gesetz“ gegeben habe und von den Juden hingerichtet worden sei, Jesus von Nazaret meinte.

## Datierung
Die genannte Deportation des Autors aus Samosata und die Verschüttung von „Samos“ innerhalb von einer Stunde wurden seit Heinrich Ewald (1832) oft wie folgt gedeutet: Mara stamme aus dieser Stadt und habe deren Eroberung durch die Römer (um 72) miterlebt, von der auch der jüdische Historiker Flavius Josephus in seinem Hauptwerk Bellum Iudaicum berichtete. Demnach kann der Brief nicht vor 70 entstanden sein; er wird dann oft auf 72 bis 75 datiert.
Das Strafschicksal der Juden beziehen Forscher auf die Erstürmung des Jerusalemer Tempels im Jahr 70 und/oder die Folgen des Bar-Kochba-Aufstands (132–135): Damals verboten die Römer den unterlegenen Juden die Ansiedlung in Palästina, so dass diese sich im Römischen Reich zerstreuten. Eine Abfassung nach 165 n. Chr. gilt als unwahrscheinlich.
Das Britische Museum besitzt die einzige Abschrift dieses Briefes aus dem 7. Jahrhundert. Diese war Bestandteil einer Handschrift aus einem syrischen Kloster in der Wüste von Nitria, welche 1843 über den englischen Koptologen Henry Tattam in den Besitz des Britischen Museums gelangte. Eine erste Veröffentlichung in englischer Übersetzung erfolgte 1855 durch William Cureton.

## Der Brief als Rhetorikübung
Nach einer Mindermeinung soll es sich um keinen authentischen, sondern einen fiktiven Brief im Rahmen einer klassischen Chrie-Rhetorikübung handeln. Dies wird neben dem Aufbau vor allem mit dem Ende des Briefes begründet:

„Den Mara bar Serapion fragte einmal einer seiner Freunde, der mit ihm im Gefängnis war: ‚Bei deinem Leben, Mara, sag’ mir doch, was hast du Lächerliches, dass du lachst?‘ Mara antwortete ihm: ‚Ich lache über das Geschick, das mir, ohne dass ich ihm geborgt habe, Böses heimzahlt.‘ Zu Ende ist der Brief des Mara bar Serapion.“

Der unvermittelt in die 3. Person wechselnde Briefschluss sei mit einem authentischen Brief nicht vereinbar.

## Textausgaben
- Gutenberg-Projekt: A Letter of Mara, Son of Serapion (Memento vom 21. April 2013 im Webarchiv archive.today)
- The Mara bar Sarapion Project. Utrecht 2008